# Stefan Kisyov
Stefan Kisyov (en bulgare : Стефан Кисьов), né le 30 avril 1963 à Stara Zagora, est un écrivain et journaliste bulgare.
Auteur de récits et de romans dont Le Bourreau (Ekzekutorat), dans lequel il raconte l'histoire du bourreau des Services secrets communistes en révélant leur rôle dans l'attentat contre le pape Jean-Paul II à Rome.
Il est le premier à gagner le prix Vick de littérature bulgare en 2004.

## Biographie
Né à Stara Zagora en 1963, il a étudié à l'université Saint-Clément d'Ohrid de Sofia et à l'université Paisiy Hilendarski de Plovdiv ainsi qu'à la Sorbonne, à Paris. Il a travaillé en tant qu'électricien dans un dépôt de tramways, serrurier dans une usine chimique, administrateur dans un hôtel de la mer Noire, machiniste à l'opéra de Stara Zagora, serveur, journaliste de presse et a également collaboré à des programmes télévisés. Il a émigré en France et en Suisse pendant une période de trois ans.
Stephan Kisyov a publié cinq romans, plus de 60 nouvelles dans d'importants journaux et magazines ainsi que de nombreuses pièces non fictionnelles. Il est l'auteur de la pièce de théâtre Ossobenosti na balgarskiia natsionalen seks (Bizarreries du sexe national bulgare).

## Romans
- Jukboxe (1997)
- Rien nulle part (2000)
- Ne réveillez pas le somnambule (Sofia, 2000)
- Le Bourreau (roman de Stefan Kisyov) (Sofia, 2003, Brno,2013)
- Un serveur à la résidence Boyana (Sofia, 2004)
- Ton nom est une femme (Sofia,2007)
- Le Voyeur et la locataire (Sofia, 2008)
- Le Secret du chevalier Capulet (Sofia, 2011)
- La Nuit des veuves (Sofia, 2013)